# Gianni Brusamolino
Gianni Brusamolino (Cassano d'Adda, 30 gennaio 1928 – Milano, 21 giugno 2021) è stato un artista italiano.

## Biografia
A 15 anni inizia il suo percorso artistico, impostando la sua formazione attraverso lo studio della Grecia Arcaica e del Rinascimento fino a giungere al Futurismo e al Cubismo. 
Nel 1947 vince il primo premio di pittura e l'anno successivo quello di disegno in due concorsi indetti dal Ministero della Cultura a Roma. Conosce lì Giorgio de Chirico. Negli stessi anni si stabilisce a Milano e si iscrive a Brera. Qui segue i corsi di Carlo Carrà, Marino Marini ed è attivo nella vita artistica milanese.
Nel 1953 arriva la prima mostra personale a tema alla Galleria Schettini, “La Città” e “Il Gallo”. L'anno successivo espone con Bepi Romagnoni nella medesima galleria. 
Nel 1956 si reca in Francia, su invito dell'imprenditore francese Paul Ricard, e instaura con lui un costruttivo sodalizio. Nel 1960 rientra in Italia e affronta il tema “Il Fiume di Gianni Brusamolino”. Viene nuovamente chiamato in Francia da Paul Ricard nel 1964, il quale gli affida grossi lavori di scultura e pittura dedicati alla storia di sette città francesi: Parigi, Marsiglia, Digione, Rennes, Lione, Bordeaux e Mandelieu-la-Napoule (Cannes). Nel 1969 espone alla Galerie de Bendor (Bandol, Varo) la sua opera “La traite des noirs” assieme all'opera di Salvador Dalì “La Peche au thon". 
Rientra in Italia nel 1972 per lavorare al tema della “Fagocinesi”. Progetta quindi in collaborazione con Alberto Veca il manifesto teorico “Per una determinazione di spazio plastico”. Nel 1983 è invitato a tenere una mostra al Palazzo dei Diamanti di Ferrara. Iniziano allora gli studi per la grande composizione “Oltre l'Allegria” (dimensioni 8x3,70mt), che terminerà nel 2000. Nel 1987 giunge la commissione della Reynolds Tobacco Company per una grande opera (6x3mt) intitolata “The Light – The Leaves”. 
Negli anni Novanta continua a lavorare contemporaneamente alla pittura e alla scultura, sui temi “Lungo Suono”, “Tra-Perari” (sculture) e “Guardiani-Guerrieri” (pittura e scultura). Nel 1994 arriva la prima grande rassegna antologica all'Angelicum di Milano, con titolo “Una scultura e altro”, mentre nel 1997, con il patrocino del Consolato Generale di Svizzera a Milano, espone nella piazza antistante al medesimo opere di sculture dal titolo “Cinque opere in tema”. Seguono altre mostre antologiche: “La Guerra, La Pace” nel 2003 a Compiano (PR), “Epiche prospettive del Mito” nel 2010 al Museo Parisi-Valle di Maccagno (VA). 
Nel 2012 compone infine, con tecnica incisoria (acquaforte), 60 lastre dal titolo “Nel segno l'Eros” presso lo stampatore-editore d'arte Giorgio Upiglio di Milano. Lo stesso che, nel 1964, realizzò per Brusamolino le acqueforti della raccolta “La Giornata Provvisoria”, presentata da Salvatore Quasimodo su poesie di Curzia Ferrari.